# Universidade da Jordânia
A Universidade da Jordânia (الجامعة الأردنية) é uma universidade pública situada em Amman, Jordânia. Foi criada em 1962.